# IPhone Xs
De iPhone Xs en iPhone Xs Max (uitgesproken als 'ten es') zijn smartphones ontworpen en ontwikkeld door Apple Inc.. Het is de twaalfde generatie van de iPhone en de opvolger van de iPhone X. De smartphones werden aangekondigd op 12 september 2018, samen met de Max en een goedkoper model de iPhone XR, en beide Xs modellen kwamen beschikbaar op 21 september 2018 en de XR kwam uit Op 26 oktober 2018.

## Technische gegevens
| Specificaties     | iPhone Xs                             | iPhone Xs Max                         |
| ----------------- | ------------------------------------- | ------------------------------------- |
| Scherm            | 15 cm (5,85 inch) (2436×1125 pixels)  | 16 cm (6,5 inch) (2688×1242 pixels)   |
| Processor         | 64 bit-Apple A12 Bionic (2,49 GHz)    | 64 bit-Apple A12 Bionic (2,49 GHz)    |
| RAM (Geheugen)    | 4 GB                                  | 4 GB                                  |
| Intern opslag     | 64, 128 of 256 GB                     | 64, 128 of 256 GB                     |
| Batterij          | 3,81 V                                | 3,81 V                                |
| Batterij          | 2942 mAh                              | 3174 mAh                              |
| Afmetingen        | 143,6 mm × 70,9 mm × 7,7 mm           | 157,5 mm × 77,4 mm × 7,7 mm           |
| Gewicht           | 177 gram                              | 208 gram                              |
| Beschermingsgraad | IP68 (water- en stofdicht)            | IP68 (water- en stofdicht)            |
| Besturingssysteem | iOS 12 (voorgeïnstalleerd) tot iOS 18 | iOS 12 (voorgeïnstalleerd) tot iOS 18 |